# Luigi Bottiglia Savoulx
Luigi Bottiglia Savoulx (né le 16 février 1752 à Cavour au Piémont, et mort le 14 septembre 1836 à Rome) est un cardinal italien du XIXe siècle. 

## Biographie
Bottiglia Savoulx exerce des fonctions au sein de la curie romaine, notamment auprès de la Congrégation du Concile et de la Congrégation de l'Index et comme doyen des clercs de la chambre apostolique. Il est élu archevêque titulaire de Pergé (de).
Le pape Grégoire XVI le crée cardinal lors du consistoire du 23 juin 1834. Le cardinal Bottiglia est préfet du Tribunal suprême de la Signature apostolique à partir de 1834.

### Sources
- Fiche du cardinal sur le site de la FIU